# Ba-wan
El ba-wan es un aperitivo de la cocina taiwanesa consistente una pasta circular de 6–8 cm de diámetro, que tiene un aspecto cuasi-translúcido y se sirve inundado de una salsa dulce-salada. Los tipos de rellenos varían según las diferentes regiones de Taiwán, pero generalmente consisten en una mezcla de cerdo, brotes de bambú y setas shiitake. El ba-wan al estilo de Changhua se considera el ba-wan estándar, y es de los más imitados a la hora de elaborar la receta.

## Características
El ba-wan se pronuncia en mandarín roù wán, y se conoce como bah-hôe (肉回; roù huí) en Lukang. La masa gelatinosa se elabora de una combinación de maicena, batata y harina de arroz, lo que le da una textura gomosa, pegajosa y gelatinosa, con una tonalidad gris translúcida. El ba-wan se cocía inicialmente al vapor, pero puede servirse frito para darle una especie de «piel» o ligeramente pochado en aceite caliente.

## Historia
Se cree que el ba-wan fue preparado por primera vez en el barrio Beidou de Taiwán por un estudiante cuyo nombre era Fàn Wànjū (范萬居), como un alimento de la dinastía Qing cuando la región sufrió inundaciones. Desde entonces el ba-wan se extendió por todo el país y actualmente día se considera una comida nacional.